# Witton, Lancashire
Witton var en civil parish från 1866 till 1934 då den blev en del av Blackburn, i grevskapet Lancashire, i England. Civil parish hade 70 invånare år 1931.